# إليزابيث جرترود بريتون
إليزابيث جرترود بريتون (بالإنجليزية: Elizabeth Gertrude Britton)‏ هي عالمة نباتات لاوعائية ‏ وعالمة نبات أمريكية، ولدت في 9 يناير 1858 في نيويورك في الولايات المتحدة، وتوفيت في 25 فبراير 1934 في ذا برونكس في الولايات المتحدة.

## وصلات خارجية
- إليزابيث جرترود بريتون على موقع الموسوعة البريطانية (الإنجليزية)